# Rue de la Poissonnerie-des-Halles
La rue de la Poissonnerie-des-Halles est une ancienne rue de Paris, qui a disparu lors des divers remaniements, au cours des siècles, de l'actuel quartier des Halles.

## Situation
Cette rue, située quartier des Marchés, au cœur des Halles, dans l'ancien 4e arrondissement, reliait la rue de la Lingerie et la rue de la Fromagerie à la rue de la Tonnellerie et longeait le côté Sud de l'ancienne Halle au blé.

## Historique
Elle est citée dans Le Dit des rues de Paris de Guillot de Paris sous le nom « rue de la Poisonnerie des Halles ».
Cette rue est présente sur le plan de Paris édité en 1875 par Edgar Mareuse, dans la réédition du poème Le Dit des rues de Paris de Guillot.
Cette rue semble être une des nombreuses voies publiques qui unissaient la rue de la Lingerie à la rue de la Tonnellerie et où se tenaient divers commerces.